# Al-Farouq Aminu
Al-Farouq Ajiede Aminu (* 21. September 1990 in Stone Mountain, Georgia) ist ein nigerianisch-US-amerikanischer Basketballspieler, der seit 2021 für die San Antonio Spurs in der National Basketball Association (NBA) spielt.

## College
Aminu spielte ein Jahr für die Hochschulmannschaft der Wake Forest University. Er erzielte in seiner Freshman-Saison 13,0 Punkte und 8,3 Rebounds pro Spiel. Für seine Leistungen wurde er ins ACC All-Freshman Team seiner Conference berufen.

## NBA
In der NBA-Draft 2010 wurde Aminu von den Los Angeles Clippers an 8. Stelle ausgewählt. In seiner Debütsaison in der NBA erzielte Aminu durchschnittlich 5,9 Punkte und 3,3 Rebounds pro Spiel bei 18 Minuten Spielzeit.
Am 14. Dezember 2011 wurde Aminu gemeinsam mit seinen Teamkollegen Eric Gordon, Chris Kaman sowie einem künftigen Draftpick im Tausch für Chris Paul zu den New Orleans Hornets transferiert.
Im Juli 2014 unterzeichnete Aminu einen Zweijahresvertrag bei den Dallas Mavericks, wo er allerdings nur eine Saison lang spielte, bevor er genau ein Jahr später zu den Portland Trail Blazers wechselte. Bei der Mannschaft aus Oregon unterzeichnete Aminu am 9. Juli 2015 einen Vierjahresvertrag über 30 Millionen US-Dollar.
Nach Ablauf seines Vertrages in Portland wechselte Aminu innerhalb der Liga und unterzeichnete einen Vertrag bei den Orlando Magic. Nach einem kurzen Abstecher zu den Chicago Bulls wurde er im August 2021 an die San Antonio Spurs abgegeben.

## Nationalmannschaft
Aminu ist seit 2012 für die nigerianische Basketballnationalmannschaft aktiv. Er nahm unter anderem an den Olympischen Sommerspielen 2012 in London und der FIBA AfroBasket 2013 in Abidjan teil. 2015 gewann er mit Nigeria die Afrikameisterschaft, zudem wurde er für seine Leistungen ins All-Tournament Team gewählt.

## Privat
Al-Farouq Aminu ist nigerianischer Abstammung und Muslim.

## Karrierestatistiken

### NBA

#### Reguläre Saison
| Saison  | Team              | GP  | GS  | MPG  | FG % | 3P % | FT % | RPG | APG | SPG | BPG | PPG  |
| ------- | ----------------- | --- | --- | ---- | ---- | ---- | ---- | --- | --- | --- | --- | ---- |
| 2010–11 | L.A. Clippers     | 81  | 14  | 17.9 | .394 | .315 | .773 | 3.3 | 0.7 | 0.7 | 0.3 | 5.6  |
| 2011–12 | New Orleans       | 66  | 21  | 22.4 | .411 | .277 | .754 | 4.7 | 1.0 | 0.9 | 0.5 | 6.0  |
| 2012–13 | New Orleans       | 76  | 71  | 27.2 | .475 | .211 | .737 | 7.7 | 1.4 | 1.2 | 0.7 | 7.3  |
| 2013–14 | New Orleans       | 80  | 65  | 25.6 | .474 | .271 | .664 | 6.2 | 1.4 | 1.0 | 0.5 | 7.2  |
| 2014–15 | Dallas            | 74  | 3   | 18.5 | .412 | .274 | .712 | 4.6 | 0.8 | 0.9 | 0.8 | 5.6  |
| 2015–16 | Portland          | 82  | 82  | 28.5 | .416 | .361 | .737 | 6.1 | 1.7 | 0.9 | 0.6 | 10.2 |
| 2016–17 | Portland          | 61  | 25  | 29.1 | .392 | .329 | .706 | 7.4 | 1.6 | 1.0 | 0.7 | 8.7  |
| 2017–18 | Portland          | 69  | 67  | 30.0 | .395 | .369 | .738 | 7.6 | 1.2 | 1.1 | 0.6 | 9.3  |
| 2018–19 | Portland          | 81  | 81  | 28.3 | .433 | .343 | .867 | 7.5 | 1.3 | 0.8 | 0.4 | 9.4  |
| 2019–20 | Orlando           | 18  | 2   | 21.1 | .291 | .250 | .655 | 4.8 | 1.2 | 1.0 | 0.4 | 4.3  |
| 2020–21 | Orlando / Chicago | 23  | 14  | 18.9 | .384 | .216 | .818 | 4.8 | 1.3 | 0.8 | 0.4 | 4.4  |
| Gesamt  | Gesamt            | 711 | 445 | 24.9 | .420 | .332 | .746 | 6.0 | 1.2 | 1.0 | 0.6 | 7.5  |

#### Play-offs
| Saison  | Team     | GP | GS | MPG  | FG % | 3P % | FT %  | RPG | APG | SPG | BPG | PPG  |
| ------- | -------- | -- | -- | ---- | ---- | ---- | ----- | --- | --- | --- | --- | ---- |
| 2014–15 | Dallas   | 5  | 2  | 30.0 | .548 | .636 | .789  | 7.2 | 1.2 | 2.0 | 1.6 | 11.2 |
| 2015–16 | Portland | 11 | 11 | 33.8 | .438 | .400 | .724  | 8.6 | 1.8 | 0.7 | 0.9 | 14.6 |
| 2016–17 | Portland | 4  | 0  | 28.3 | .459 | .412 | .636  | 6.5 | 1.0 | 0.8 | 1.0 | 12.0 |
| 2017–18 | Portland | 4  | 4  | 32.8 | .519 | .433 | 1.000 | 9.0 | 1.3 | 1.0 | 0.5 | 17.3 |
| 2018–19 | Portland | 16 | 16 | 24.9 | .349 | .294 | .750  | 6.3 | 1.3 | 0.6 | 0.6 | 7.4  |
| Gesamt  | Gesamt   | 40 | 33 | 29.1 | .434 | .391 | .742  | 7.3 | 1.4 | 0.9 | 0.9 | 11.3 |